# Aiguille des Grands Charmoz
L'Aiguille des Grands Charmoz (3.444 m s.l.m.) è una montagna della Catena delle Aiguilles de Chamonix nel Massiccio del Monte Bianco.

## Descrizione
Si trova ad ovest della Mer de Glace tra l'Aiguille de la Republique (a nord-est) e l'Aiguille du Grépon (a sud).
La prima ascensione fu compiuta il 9 agosto 1885 da Henri Dunod e P. Vignon con le guide J. Desailloux, F. Folliguet, F. e G. Simond per il canale Charmoz-Grépon. La prima ascensione della cima nord (3.435 m) era stata effettuata cinque anni prima, il 15 luglio 1880, da Albert Frederick Mummery con le guide Alexander Burgener e Benedikt Venetz, per il versante sud-ovest e la cresta nord-ovest.
La traversata Charmoz-Grépon è considerata una classica, anche facente parte del libro "Il massiccio del Monte Bianco - Le 100 più belle ascensioni, " di Gaston Rébuffat.